# Хуэйнэн
Дацзянь Хуэй-нэн, иногда Хуй-нэн, Хуйнэн, Хой-нэн (кит. трад. 慧能, упр. 惠能, пиньинь Huìnéng, 638—713) — патриарх китайского чань-буддизма, одна из важнейших фигур в традиции. Хуэй-нэн был шестым и последним общим патриархом чань. В японской традиции Хуэй-нэн известен под именем Дайкан Эно. Хуэй-нэн отстаивал «внезапный» подход к буддистской практике и просветлению, и в связи с этим считается основателем южной школы чань, ставшей с течением времени господствующей.

## Биография

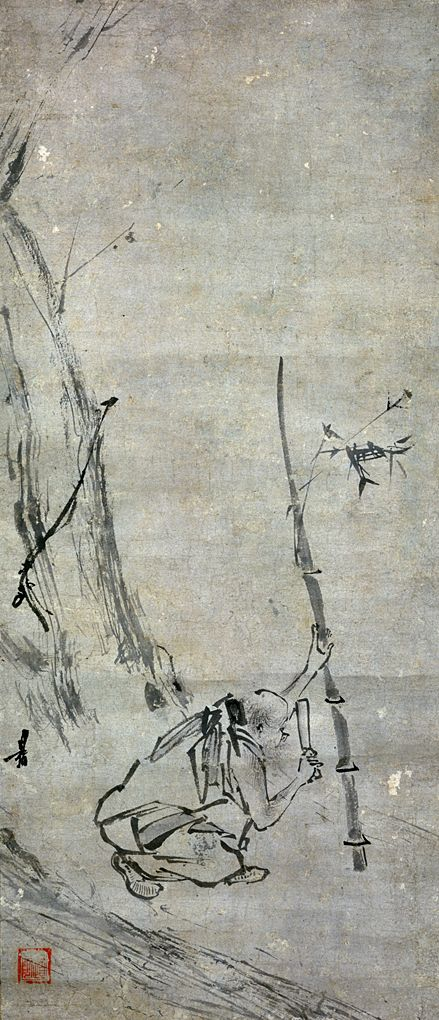
Шестой Патриарх рубит бамбук, картина Лян Кая, XIII в., Токийский национальный музей.

Хуэйнэн родился в семье Лу в 638 году в Синьчжоуской области (совр. уезд Синьсин, провинция Гуандун). Отец Хуэйнэна был из Фаньяна. Он был изгнан со своей административной должности и скончался в молодом возрасте, когда Хуэйнэн был ещё ребёнком. Хуэйнэн и его мать остались в бедности и переехали в Наньхай. Из-за бедности семьи у него не было шансов получить образование, поэтому через некоторое время он выбрал профессию дровосека.
Однажды Хуэйнэн случайно услышал человека, читающего Алмазную сутру, и сразу же обрёл пробуждение. После этого он решил отправиться в монастырь пятого патриарха Хунжэня, учившего этой сутре, чтобы стать его последователем.
Некоторое время спустя Хунжэнь стал выбирать себе преемника, предлагая общине написать гатху (короткое стихотворение), отражающую учение. Шэньсю, главный ученик Хунжэня, сочинил следующую гатху:
Тело есть древо просветления-бодхи,
А сознание подобно светлому зерцалу на подставке.
Мы должны прилежно трудиться, непрестанно вытирая его,
Чтобы на нём не было пыли и грязи.
 Патриарх не был удовлетворён стихотворением Шэньсю и указал, что оно не показывает понимания «[его] собственной фундаментальной природы и сущности разума».
Хуэйнэн, который в то время был послушником, услышав гатху Шэньсю, решил сочинить свою. Поскольку Хуэйнэн не знал иероглифов, он попросил другого послушника написать гатху, которая гласила:
Просветление-бодхи изначально не имеет древа,
А светлое зерцало не имеет подставки.
Коли природа Будды всегда совершенно чиста,
То где на ней может быть грязь?
Кроме того, он сочинил ещё одно стихотворение:
Само сознание есть древо бодхи,
А тело есть светлое зерцало с подставкой.
Светлое зерцало изначально чисто,
Где же на нём будет грязь и пыль?
Увидев гатху Хуэйнэна, Хунжэнь решил выбрать его своим преемником. Пятый патриарх в тайне от остальных вручил Хуэйнэну чашу и рясу, тем самым назначив его шестым патриархом.
Хуэйнэн возвращается на юг Китая и следующие 16 лет ведёт жизнь отшельника. Официально он получает свой титул патриарха в монастыре Фасинсы в 676 году. В 677 году он перебирается в монастырь Баолиньсы в Шаочжоуской области (совр. Шаогуань). В другом тамошнем монастыре, Дафаньсы, он разъясняет «тайное учение» Праджняпарамиты и проповедует «внезапное учение» о просветлении посредством «внезнаковых предписаний». Несколько раз он приглашается предстать перед императором, но отказывается от приглашений. Посмертно получает титул «Великое Зерцало» от императора Сянь-цзуна (806—821).
Перед самой смертью Хуэйнэн произнёс следующую гатху:
В недвижимости не воспитать доброты.
Вздымаясь вверх, не совершай зла.
Пребывая в покое откажись от того, чтобы видеть и слышать.
Будучи умиротворённым, пребывай своим сердцем нигде.
После этого, согласно преданию, он произнёс «Я ухожу!» и исчез.

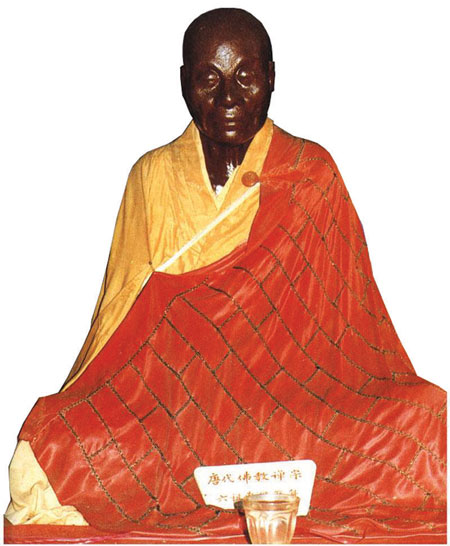
Мумифицированное тело Шестого Патриарха в храме Наньхуа близ Шаогуаня. Современный вид.

## Учение
Главнейшую роль в своём учении Хуэйнэн отводил доктрине «внезапного просветления». Эту концепцию он подробно выразил в своей Сутре помоста шестого патриарха (Лю цзу тань цзин), являющейся сборником его проповедей.
Хуэйнэн являлся одним из основателей традиции коанов. Его известным коаном был коан о первоначальном лице: «Каким было твоё первоначальное лицо прежде твоего рождения?» 

## "Алтарная сутра"
Учение Хуэйнэна изложено в "Алтарной сутре", которая содержит его проповеди.

## Патриарх Хуэй-нэн в дальнейших традициях
Поздние чань-буддисты часто выражали своё почтение Хуэйнэну. По названию горы, где он жил, в 832 году принял своё название Орден Чоге.

## Сохранение тела
Мумифицированное тело Хуэйнэна сохраняется в буддийском храме Наньхуа городского округа Шаогуань провинции Гуандун.
Тело Хуэйнэна было замечено иезуитом Маттео Риччи, который посетил храм Наньхуа в 1589 году. Риччи поведал европейским читателям историю Хуэйнэна как схожую с христианским аскетом. Риччи называет его Lusù (то есть кит. трад. 六祖, пиньинь Liùzǔ), — Люцзу, «Шестой Патриарх».